# Ait Naamane
Ait Naamane (àrab آيت نعمان) és una comuna rural de la província d'El Hajeb de la regió de Fes-Meknès. Segons el cens de 2014 tenia una població total de 6.307 persones.